# Deira
Deira (óangolul Derenrice vagy Dere) egy királyság volt Észak-Angliában, amelyet angolszász harcosok hoztak létre a meghódított Derwent Völgyben a 6. század közepén. 

## Leírása
Deira határai a Humber folyótorkolattól a Tees folyóig terjedtek, Keletről az Északi-tenger határolta. Neve valószínűleg brit eredetű, valószínűleg a Deifrből származik, mely vizet jelent, esetleg a területén keresztül folyó Derwent folyóra utal. Durhami Simon 12. században írt krónikája szerint a királyság határai a Tyne folyóig is kiterjedtek, de a Teestől északra csak lakatlan pusztaság helyezkedett el. 
Az első név szerint ismert deirai király Ælle. Az ő halála után királysága rövid időre Bernicia fennhatósága alá került, de fia, Eadwine 616-ban visszaszerezte apja trónját, sőt Bernicia trónját is elfoglalta és haláláig birtokolta. 633-ban bekövetkezett halála után Deira Osric uralkodása alatt ismét különvált és 664-ig független királyságként létezett, amikor is Berniciával egyesülve a létrejövő Northumbriai Királyság részévé vált. 

## Uralkodóinak listája
| Uralkodó                  | Uralkodott |
| ------------------------- | ---------- |
| Ælle                      | 559–588    |
| Æthelric                  | 588–604    |
| Æthelfrith                | 604 - 616  |
| Eadwine                   | 616 - 632  |
| Osric                     | 633 - 634  |
| Oswald                    | 633 - 642  |
| Oswiu northumbriai király | 642 - 644  |
| Oswine deirai király      | 644 - 651  |
| Æthelwold                 | 651 - 655  |
| Ealfrith deirai király    | 656 - 664  |